# Карузин, Пётр Иванович
Пётр Иванович Карузин (1864—1939) — русский советский анатом, профессор Московского университета, заслуженный деятель науки РСФСР.

## Биография
Родился 19 июня (1 июля) 1864 года в семье петербургского купца 2-й гильдии. В 1874—1883 годах учился в 1-й Московской классической гимназии; в 1883—1888 годах — на медицинском факультете Московского университета.
С 1889 году после сдачи экзаменов на доктора медицины занял должность помощника прозектора при кафедре нормальной анатомии Московского университета. В мае 1894 года защитил диссертацию «О системах волокон спинного мозга, выделяемых на основании истории их развития» (Москва : т-во «Печатня С.П. Яковлева», 1894. — [2], 86 с., [3] л. ил.) и получил степень доктора медицины. В феврале был утверждён приват-доцентом и начал вести практические занятия со студентами в университете. Одновременно, с 1894 года читал лекции по анатомии в училище живописи, ваяния и зодчества.
В 1898 году в течение 5 месяцев посещал лекции в анатомических институтах Европы, знакомился с зарубежными анатомическими музеями; составил отчёт о командировке: «Заметки о современном положении преподавания анатомии в немецких университетах и описание некоторых анатомических институтов Германии, Швейцарии и Австрии» (Москва : Университетск. тип., 1900. - [4], 138 с.).
С 1900 по 1930 годы заведовал кафедрой описательной анатомии Московского университета: с 1901 года — экстраординарный, с 1909 — ординарный профессор; также в 1919—1922 годах он был профессором кафедры зоологии, сравнительной анатомии и физиологии физико-математического факультета. Одновременно до 1923 года читал также лекции на Высших государственных художественно-технических мастерских (ВХУТЕМАС), в Государственном институте театрального искусства (ГИТИС) и Институте физической культуры.
Карузин активно участвовал в перестройке высшей медицинской школы, лично руководил организацией кафедр анатомии в медицинских институтах Астрахани (1918), Минска (1921), Смоленска (1920—1921) и Тбилиси. По его инициативе и под его руководством было спроектировано и построено для университета (1928) здание анатомического института на Моховой улице (д. 11, стр. 8). В 1924 году он принимал участие в бальзамировании тела В. И. Ленина.
В начале осени 1939 года в результате несчастного случая Карузин сломал шейку бедра, был госпитализирован и 25 сентября скончался. Был похоронен на Новодевичьем кладбище (4 уч., 42 ряд).
Основные научные исследования П. И. Карузина посвящены изучению кровоснабжения эндокринных желез, анатомии опорно-двигательного аппарата и нервной системы. На основании истории развития и различных сроков миелинизации в своей докторской диссертации он разделил все нервные волокна белого вещества канатиков спинного мозга на рано развивающиеся и со сравнительно поздним развитием. К первой группе он отнёс чувствительные и отчасти двигательные нервные волокна, а ко второй — волокна пирамидных путей и зоны Лиссауэра.
Им был составлен «Словарь анатомических терминов» (М.—Л., 1928. — 291, [2] с., [2] с. объявл., [1] вклад. л. ил.), написана «Краткая грамматика латинского языка с хрестоматией и словарем» (Москва : Учпедгиз, 1935. — 68 с.). Также он издал «Записки по пластической анатомии человеческого тела. Для фигурного класса» (1901); курс лекций по анатомии для художников (1905); «Руководство по пластической анатомии: О размерах, росте и пропорциях человеческого тела» (М.: Гос. изд-во, 1921); «Строение и развитие человеческого тела» (Москва : изд-во 1-го Моск. гос. ун-та, 1929. — 36 с.; 2-е изд. — 1930) и др.